# Дидли лък
Дидли лък (на английски: Diddley bow) e струнен музикален инструмент, импровизация на китара, използван за пресъздаване на различни блус изпълнения от улични музиканти в началото на 20 век.
Музикалният инструмент в най-простата си форма представлява дървена или метална основа за гриф и скрепителни елементи в двата края за опъването на поне една струна, която може да бъде както от китара така и от обикновен стоманен проводник. В единия край струната е поставена върху резонаторна кутия при акустичните модели. По-добрите модели могат да имат и прагчета които фиксират тоновете. Върху грифът могат да бъдат отбелязани стандартните позиции за прагчетата дори и без да са монтирани. За да се използва със звукоусилвател е необходим контактен микрофон или адаптер от електрическа китара. Височината на тонът се определя според дължината, в която трепти струната чрез натиск със слайд. Слайдът може да бъде изработен от непотребна стъклена бутилка или медна тръба. Той все още се използва и от някои съвременни изпълнители на китара основно по време на записи и шоу. Оттам понякога инструмента е наричан и „слайд китара“. Недостатък при използването на слайд без прагчета е загубата на част от трептенето на струната, което води до приглушен звук при акустичните лъкове.